# Bulbophyllum finisterrae
Bulbophyllum finisterrae är en orkidéart som beskrevs av Rudolf Schlechter. Bulbophyllum finisterrae ingår i släktet Bulbophyllum och familjen orkidéer. Inga underarter finns listade i Catalogue of Life.